# Pycnofragilia hamisetosa
Pycnofragilia hamisetosa là một loài nhện biển trong họ Ascorhynchidae. Chúng được miêu tả khoa học năm 1908 bởi Loman.